# Сур (Сирія)
Сур (англ. Sur, араб. صور) — поселення в Сирії, що складає невеличку друзьку общину в нохії Ізра, яка входить до складу мінтаки Ізра в південній сирійській мухафазі Дара.